# Christian Stocker
Christian Stocker, avstrijski politik in pravnik, * 20. marec 1960, Dunajsko Novo mesto, Avstrija.
Kot član Ljudske stranke (ÖVP) je 3. marca 2025 postal 30. kancler Avstrije. Leta 2019 je postal član Državnega sveta. pred tem je bil tri leta generalni sekretar stranke. 5. januarja 2025 je bil po odstopu kanclerja Karla Nehammerja izvoljen za novega vršilca dolžnosti vodje Ljudske stranke.
Potem ko je to že prej izključil, je Stocker napovedal, da je ÖVP pripravljena vstopiti v koalicijska pogajanja s Herbertom Kicklom in skrajno desno FPÖ. Koalicijska pogajanja med ÖVP, SPÖ in NEOS so pred tem propadla po avstrijskih zakonodajnih volitvah leta 2024. 27. februarja 2025 so SPÖ, ÖVP in NEOS objavili dogovor o oblikovanju koalicijske vlade, ki jo bo vodil Stocker kot kancler.

## Mladost in izobraževanje
Stocker se je rodil in odraščal v Dunajskem Novem mestu, tam je obiskoval tudi osnovno in srednjo šolo. Njegov oče Frank Stocker je bil predstavnik Avstrijske ljudske stranke (ÖVP) v državnem svetu. Študiral je pravo na Univerzi na Dunaju in leta 1986 diplomiral z magisterijem. Leta 1988 je doktoriral iz prava.

## Politična kariera
Stocker je 12. junija 2019 prisegel kot član državnega sveta v XXVI. zakonodajnem obdobju in nasledil Johanna Rädlerja, ki je prej odstopil. Junija 2021 je bil Stocker ponovno izvoljen za predsednika ÖVP v Dunajskem Novem mestu. Decembra 2021 je bil imenovan za tiskovnega predstavnika za notranje zadeve in varnost v okviru poslanske skupine ÖVP.
Marca 2022 je bil Stocker izvoljen za namestnika predsednika območne enote stranke, septembra 2022 pa je bil imenovan za generalnega sekretarja ÖVP. Na volitvah v državni svet leta 2024 je bil glavni kandidat stranke v okraju Južna Spodnja Avstrija in bil uvrščen na sedmo mesto na zvezni listi ÖVP, s čimer si je zagotovil neposreden mandat v svojem okraju. Po volitvah je postal član pogajalske skupine ÖVP za pogovore o oblikovanju vlade s Socialdemokratsko stranko (SPÖ) in NEOS.
5. januarja 2025 je bil Stocker po propadlih pogajanjih med ÖVP, SPÖ in NEOS in posledičnem odstopu Karla Nehammerja imenovan za predsednika ÖVP. Pod njegovim vodstvom je ÖVP začela pogajanja s Avstrijsko svobodnjaško stranko (FPÖ), ki je na zakonodajnih volitvah leta 2024 postala najmočnejša stranka. Kljub temu, da je Stocker pred tem močno kritiziral FPÖ, so se pogajanja med obema strankama nadaljevala, a so 12. februarja 2025 naposled propadla.
Po volitvah v lokalni svet v Spodnji Avstriji leta 2025 je Stocker odstopil z mesta predstavnika v Dunajskem Novem mestu in odstopil tudi kot podžupan, ostal pa je predsednik mestne stranke.

### Avstrijski kancler
Po ponovnih koalicijskih pogajanjih med ÖVP, SPÖ in NEOS je Stocker najresnejši kandidat za mesto kanclerja. Na ta položaj je prisegel 3. marca 2025.